# 67-es főút (Magyarország)
A 67-es számú főút Szigetvárt köti össze Kaposváron keresztül Balatonszemessel. Vonalvezetése alapvetően észak-déli irányú, attól számottevően sehol nem tér el. A Kaposvártól északra fekvő szakasz négysávos, és elkerül minden települést. Ezen a szakaszon a megengedett legmagasabb sebesség 110 km/h, személygépkocsik számára díjmentesen használható.
2007 előtt a 67-es út északi végpontja Balatonlellén volt, akkor készült el a Balatonszemes felé vezető, településeket elkerülő szakasza; a két nyomvonal szétválási pontjától Somogytúron és Látrányon keresztül Balatonlelléig vezető, közel 12 kilométeres szakasz azóta a 6713-as számozást viseli. 2019 szeptembere óta Kaposfüred és Somogytúr között is részben új, a településeket elkerülő nyomvonalon halad; a régi nyomvonal azóta ezen a szakaszon 6714-es útként számozódik.
Az út az alábbi településeket érinti: Szigetvár, Szentlászló, Boldogasszonyfa (és annak Antalszállás nevű része), Bőszénfa és Kaposvár.
Egy korábbi elképzelés szerint a Kaposvártól északra húzódó gyorsforgalmi út az R67-es jelölést kapta volna, ám ez nem vált hivatalossá. Ennek ellenére többhelyütt tévesen ma is így hivatkoznak rá.

## Története
1934-ben a kereskedelem- és közlekedésügyi miniszter 70 846/1934. számú rendelete a Szigetvár-Kaposvár közti szakaszát harmadrendű főúttá nyilvánította, 644-es útszámozással, annak ellenére, hogy – a rendelet alapján 1937-ben kiadott közlekedési térkép tanúsága szerint – akkor még e szakasz jelentős része kiépítetlen volt, Kaposvártól északra viszont az említett térkép még egyetlen méternyi szakaszát sem tüntette fel, még mellékúti kiépítettséggel sem. A régi és a jelenlegi nyomvonal között komolyabb különbség annyi volt, hogy a régi út még áthaladt Kaposvár Donner városrészén, illetve (valószínűleg) Boldogasszonyfa és Szentlászló községeken is. (A 67-es útszámozást abban az időben még nem osztották ki.)
A főút Kaposvár–Balatonlelle közti 52 kilométeres szakaszát 1959. október 24-én adták át a forgalomnak. Az utat három év alatt építette meg a Kaposvári Közúti Üzemi Vállalat.
A Kaposvárt érintő szakasz a rendszerváltozást követően többször átalakult, korszerűsödött. 1991. december 20-án adták át az út Kaposvárt érintő szakaszának az úgynevezett déli átvezető szakaszát, amellyel kikerülhető lett a Szigetvári utca, illetve 1994 decemberére négysávossá szélesedett a szintén kaposvári Berzsenyi Dániel utca.
A főút 3 települést elkerülő szakaszát Balatonlelle és Somogytúr között 2007 májusában adták át a forgalomnak. Az új gyorsforgalmi út azóta Balatonszemesen kezdődik.
Távlati tervekben szerepelt a főút meghosszabbítása Sellyén keresztül a horvát határig. Ez egy új Dráva-híd építését is szükségessé tette volna. 2014-ben a kormány elvetette, hogy 2020-ig megépüljön a horvát határig tartó szakasz.
A Kaposvártól északra húzódó szakaszt 2017 nyarától kezdve gyorsforgalmi úttá alakították. Az ünnepélyes alapkőletételére 2017. november 22-én került sor többek között Szita Károly, Kaposvár polgármestere, Gelencsér Attila, Witzmann Mihály és Móring József Attila országgyűlési képviselők, valamint Homolya Róbert közlekedéspolitikáért felelős államtitkár részvételével. A Kaposfüred és Látrány közti 32 kilométeres, kétszer két sávos szakasz, amely elkerüli Somogyaszalót, Mernyét, Mernyeszentmiklóst, Gamás-Vadépusztát és Somogybabodot is, 2019 decemberében készült el. A beruházás nettó 65,7 milliárd forintba került.A második, Kaposfüredet elkerülő, 3,1 km hosszú szakasz 2022. december 19-én került átadásra. A gyorsforgalmi szakasz megépítése után 10 perccel csökkent a menetidő Kaposvár és a Balaton között, egyúttal a balesetek számának csökkenése is várható. Az út a gazdaságnak is jót tett: Szita Károly szerint csak az építés hírére érzékelhetően megnőtt a befektetői érdeklődés Kaposvár iránt. A Somogybabodtól északi irányban található, több mint 10 km-es szakasz négysávosítása néhány hónappal a tervezett határidő előtt, 2023 őszén készült el, az ünnepélyes átadást november 16-án tartották.
2022 tavaszán született döntés a Kaposvár és Szigetvár közti szakasz gyorsforgalmi úttá történő átépítéséről, majd, bár a nehéz gazdasági helyzet miatt a még el nem kezdett állami beruházásokat felfüggesztették, 2023 nyarán mégis folytatódott fejlesztés előkészítése.

## Zenélő út
Az út országos ismertségéhez nagyban hozzájárul a Republic együttes A 67-es út című slágere.
A 2019 végén megnyitott gyorsforgalmi részen készült el az első magyar zenélő út. A kérdéses kb. 500 méter hosszú szakasz az út 59. kilométerénél (a Balatontól Kaposvár felé haladva, a Mernye és Mernyeszentmiklós közötti szakaszon) lett kialakítva, ahol a külső sáv külső szélére ráhajtva a Republic együttes A 67-es út című dalának dallama hallható. A zenélő szakasz igénybe vételére ajánlott sebesség 80 km/h.